# Казімеж Міхал Уяздовський
Казімеж Міхал Уяздовський (пол. Kazimierz Michał Ujazdowski; нар. 28 липня 1964, Кельці) — польський правник і політик з партії «Право і справедливість», міністр культури та національної спадщини в урядах Єжи Бузека (2000–2001), Казімежа Марцинкевича (2005–2006) і Ярослава Качинського (2006–2007). Депутат Європейського парламенту з 2014 року.

## Життєпис
Закінчив юридичний факультет Лодзького університету (1988). У 2004 році він захистив докторську дисертацію. Він працював в Університеті Лодзя, має звання доцента. Він також входить до викладацького складу кафедри політичних досліджень Варшавської школи економіки.
У 1980-х він приєднався до демократичної опозиції. У 1982 році заарештований і засуджений військовим судом до позбавлення волі умовно з випробувальним терміном (за поширення листівок, які закликають до опору проти воєнного стану).
Він обирався депутатом Сейму (1991–1993, 1997–2007), був членом Демократичного союзу і Консервативної партії.
Автор публікацій у пресі та книгах, присвячених історії та культури політики і політичної системи, конституційних питань, а також історії польського консерватизму і консервативної думки.
Одружений, має трьох дітей.